# اسدالله وفا
اسدالله وفا (زادهٔ قندهار) سیاستمدار اهل افغانستان است. وی به عنوان والی در چندین ولایت‌های افغانستان مشغول به کار بوده‌است. از جمله ولایت‌هایی که او والی بوده ولایت پکتیا، کنر، هلمند را می‌توان برشمرد.
وی در زمانی که والی کنر بود هواپیمای آمریکایی بوئینگ سی‌اچ-۴۷ شینوک در این ولایت سرنگون شد.